# Ламкотрав крихкий
Ламкотрав крихкий, годенія ламка (Gaudinia fragilis) — вид однодольних квіткових рослин з родини злакових (Poaceae).

## Біоморфологічна характеристика
Однорічна рослина (чи дворічна) 10–80 см заввишки, злегка запушена на листках і піхвах. Стебло пряме чи висхідне, голе, гладке, блискуче. Листковий язичок 0.5–0.7 мм, зрізаний; пластини плоскі, вузьколінійні, загострені, 10–65 × 0.6–5 мм. Суцвіття — вузький, довгий, 2-рядний, зчленований, ламкий (при дозріванні розпадається на окремі членики), блідо-зелений колос до 35 см завдовжки. Колосочки сидячі й поодинокі в кожній виїмці, стиснуті збоку, голі чи волосисті, 7–18 мм завдовжки, 4–7(10)-квіткові, двостатеві (найнижчі колоски мають довжину до 2 см і мають до 10 квіток, верхні дрібніші). Колоскові луски неоднакові, нижня коротка, з 3–5 жилками, верхня майже в 2 рази довша за нижню, з 7–9 жилками, від голих до шершавих на жилках, іноді ворсинчасті; нижня — 3–5 мм, ланцетна, гостра; верхня — 5–12 мм, довгасто-тупа, роздвоєна на верхівці. Лема 4.3–8 мм, ланцетна, гола чи ворсинчаста; остюк до 15 мм, колінчатий і злегка закручений у нижній частині. Палея 3.5–7.5 мм, війчаста на кілях. Пиляки 2.5–5 мм. Зернівка волосиста, довгаста, 0.5–3 мм. 2n=14. Квітне у квітні — серпні.

## Поширення
Ареал охоплює Середземномор'я й околиці: Мадейра, Алжир, Лівія, Марокко, Туніс, Ізраїль, Йорданія, Ліван, Сирія, Туреччина, Азербайджан, Швейцарія, Україна, Албанія, Болгарія, Хорватія, Італія (включаючи Сардинію, Сицилію), Словенія, Іспанія (включаючи Балеарські острови), Франція (включаючи Корсику), Португалія.
Населяє злегка випасані вологі трав'янисті схили на вулканічних породах і піщаному ґрунті біля моря.
В Україні вид зростає на сухих трав'янистих та піщаних місцях та галечниках — у зх. ч. гірського Криму, дуже рідко (Байдарська долина).

## Синоніми
Синоніми:
- Avena fragilis L.
- Cylichnium fragile (L.) Dulac
- Gaudinia affinis Gand.
- Gaudinia avenacea P.Beauv.
- Gaudinia bicolor Gand.
- Gaudinia biloba Gand.
- Gaudinia castellana Gand.
- Gaudinia colorata Gand.
- Gaudinia conferta Gand.
- Gaudinia eriantha Gand.
- Gaudinia filiformis Albert
- Gaudinia gracilescens Gand.
- Gaudinia multiculmis Gand.
- Gaudinia neglecta Gand.
- Gaudinia orientalis Gand.
- Gaudinia pallida Gand.
- Gaudinia pluriflora Gand.
- Gaudinia pubiglumis Gand.
- Gaudinia rigida Gand.
- Gaudinia stenostachya Gand.
- Gaudinia todaroi Gand.
- Gaudinia valdesii Romero Zarco
- Meringurus africanus Murb.
- Trisetum hohenackeri C.Presl